# Llista de sistemes d'escriptura

Sistemes d'escriptura actuals al món.
Llatí (alfabètic)
Ciríl·lic (alfabètic)
Hangul
Altres alfabets
Aràbic (abjad)
Altres abjads
Devanagari (abugida)
Altres abugides
Sil·labaris
Escriptura xinesa (logogràfica)

Aquesta llista de sistemes d'escriptura presenta els diferents sistemes per representar de forma escrita els llenguatges verbals humans, classificats segons les característiques distintives comunes.

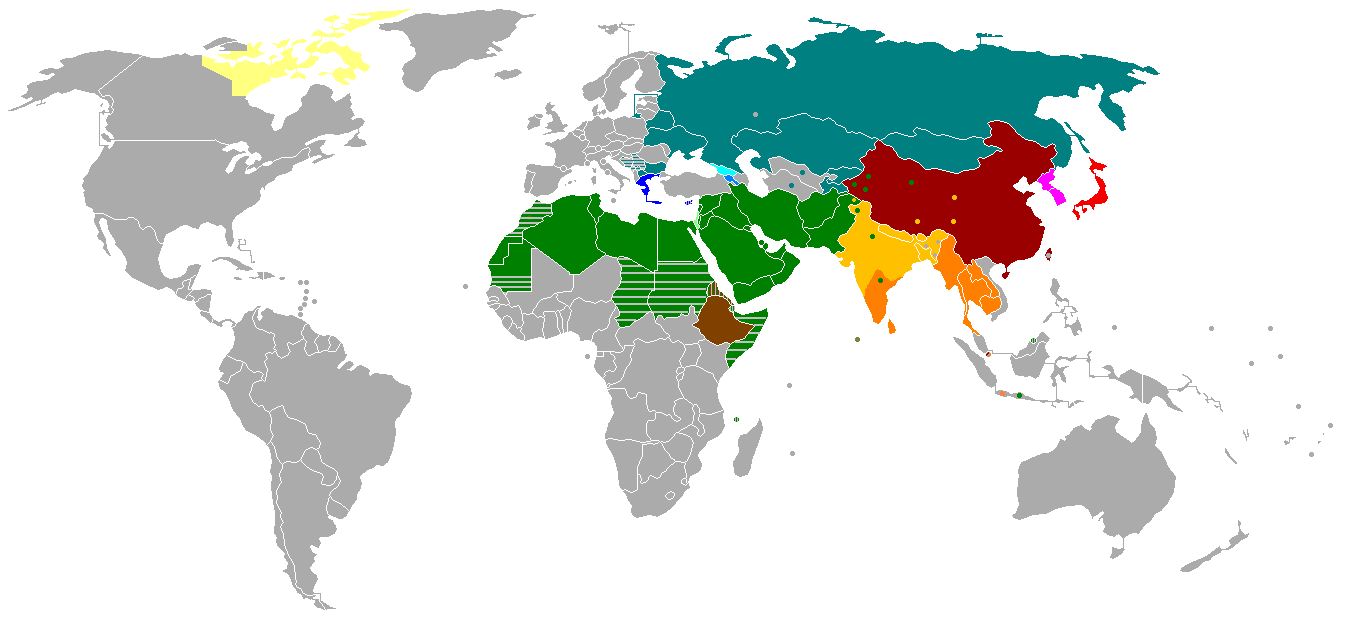

## Sistemes d'escriptura ideogràfics i pictogràfics
En els sistemes d'escriptura ideogràfics els grafemes són ideogrames que representen conceptes o idees, en lloc d'una paraula específica. I en els pictogràfics els grafemes són imatges icòniques. Es considera que aquests sistemes no permeten representar la totalitat del que el llenguatge verbal humà pot comunicar. Els lingüistes John DeFrancis i J. Marshall Unger, per exemple, postulen que un sistema d'escriptura complet no pot ser únicament ideogràfic o pictogràfic.
En l'actualitat existeixen uns pocs sistemes d'escriptura pictogràfics o ideogràfics, però no hi ha una única manera de llegir-los, ja que no existeix una correspondència biunívoca entre símbols i paraules.
- Escriptura mexica → Nàhuatl Tot i que alguns noms propis tenen components fonètics.[1]
- Escriptura mixteca → Mixteca
- Escriptura dongba → naxi sovint ampliat amb escriptura en sil·labari Geba.
- escriptura pictogràfica shaba →Ersu
- Escriptura jeroglífica micmac → Micmac Té components fonètics.
- Nsibidi → llengües ekoid, efik, igbo
- Testerià → Usat pels antics missioners a Mèxic.
- Altres Sistemes d'escriptura de Mesoamèrica, com l'olmeca, el zapoteca i altres, exceptuant l'Escriptura maia.

Existeixen altres sistemes d'escriptura que utilitzen símbols per representar sistemes que no són pròpiament llenguatge verbal humà, o bé per representar llenguatges artificials. Entre altres hi ha els següents:
- sistema Bliss → Una escriptura ideogràfica creada principalment per a la Comunicació Alternativa i Augmentativa (sigles en anglès AAC), és a dir, els sistemes de suport a la comunicació amb persones amb disminució en les capacitats de producció o percepció de la llengua oral.
- iConji → Sistema de pictogrames usat a les xarxes socials.
- Isotype (pictograma)
- Sona
- Altres sistemes d'escriptura.

L'Escriptura Lineal B i l'escriptura asèmica també incorporen ideogrames.

## Sistemes d'escriptura logogràfics
En els sistemes d'escriptura logogràfica, els glifs representen paraules o morfemes (components significatius de les paraules), i no sons o fonemes.
Cal tenir en compte que l'escriptura logogràfica no es compon exclusivament de logogrames. Tots contenen també grafemes que representen elements fonètics (basats en sons). Aquests elements fonètics es poden utilitzar sols (per representar, per exemple, paraules estrangeres), o poden afegir-se com a complements fonètics a un logograma (per especificar el so d'un logograma que d'una altra manera podria representar més d'una paraula). En el cas del xinès, l'element fonètic està integrat en el mateix logograma; en egipci i maia, molts glifs són purament fonètics, mentre que altres funcionen ja sigui com logogrames o elements fonètics, depenent del context. Per aquesta raó, moltes d'aquestes escriptures es podrien classificar més apropiadament com a escriptures logosil·làbiques o complexes; la terminologia utilitzada depèn en gran manera dels usos en l'àmbit d'estudi, i és en part arbitrària.

### Sistemes logogràfics consonàntics
- Jeroglífic egipci, hieràtic, i demòtic → escriptures de l'antic Egipte

### Sistemes logogràfics sil·làbics
- Jeroglífics d'Anatòlia → Luvi
- Escriptura cuneïforme → sumeri, accadi, altres llengües semítiques, llengua elamita, llengua hitita, luvi, hurrita, i urartià
- Escriptura xinesa → xinès, però també utilitzat en japonès (anomenat kanji), coreà (anomenat hanja), vietnamita (anomenat chu nom, obsolet), llengües zhuang, sawndip.
  - Escriptura dels ossos oraculars - Xinès antic
  - Escriptura xinesa de bronze - Xinès antic
  - Escriptura jurtxet → Idioma jurtxet 
  - Escriptura kitan gran → Kitan
  - Escriptura tangut → Tangut
- Escriptura bagam
- Escriptura maia → Ch'ortí, Maia yucatec, i altres llengües maies clàssiques.
- Escriptura yi clàssica → diverses llengües yi
- Escriptura sui → Sui (llengua)

## Sistemes d'escriptura sil·làbica
En un sil·labari, els grafemes representen síl·labes o mores. La diferència entre els sil·labaris i els alfabets sil·làbics o abugides és que en un sil·labari no hi ha similitud gràfica entre les síl·labes que contenen un mateix so consonàntic.
- Escriptura afaka → Ndjuka
- Escriptura yugtun → Yupik
- Sil·labari cherokee → Cherokee
- Sil·labari xipriota → Grec arcadoxipriota
- Geba → Naxi
- Kana → Japonès
  - Hiragana
  - Katakana
  - Man'yōgana
- Kikakú o Escriptura Mendé → Mendé
- Sil·labari kpelle → Kpelle
- Lineal B → Grec micènic
- Nushu → Xinès
- Sil·labari vai → Vai
- Escriptura woleaiana → Woleaià
- Escriptura yi (moderna) → Idioma yi

### Semisil·labaris: Escriptures en part sil·làbiques i en part alfabètiques
En molts d'aquests sistemes, algunes combinacions de consonant-vocal s'escriuen com a síl·laba, però en altres casos s'escriuen com una consonant més una vocal.
- Escriptures paleohispàniques → Llengües paleohispàniques
  - Escriptura tartèssia → Tartessi
  - Escriptura ibèrica sud-oriental → Ibèric
  - Escriptura ibèrica nord-oriental → Ibèric
  - Escriptura celtibèrica → Celtibèric

- Escriptura cuneïforme del Persa antic → Persa antic
- Zhuyin o Bopomofo → escriptura fonètica per a les diferents varietats de les llengües sinítiques i la principal per a moltes de les llengües Llengües formosanes.

- Escriptura eskayana → Eskayà (Bohol, Filipines) (un sil·labari que es basa aparentment en un alfabet; manté algunes característiques alfabètiques).

- Escriptura Shümom → Bamum (un sil·labari defectiu, amb elements alfabètics per completar els buits).

## Sistemes d'escriptura alfabètica
En els sistemes d'escriptura alfabètica els grafemes representen fonemes, és a dir, unitats mínimes de so de la llengua. Tot i que originàriament la creació d'un alfabet respon a una relació biunívoca entre so i grafia, cal tenir en compte que rarament tots els fonemes es representen amb una única grafia, ni tots els grafemes representen un únic fonema. A més, sovint trobem que un fonema es representa amb una seqüència de dos o més grafemes.
Cal distingir entre alfabets autèntics, alfabets sil·làbics o abugides, i alfabets consonàntics o abjads.

### Alfabets
Els alfabets complets o autèntics són un conjunt de grafemes, anomenats també lletres, on són representats tots els fonemes de la llengua, tant els consonàntics com els vocàlics.
- Alfabet aràbic uigur → Uigur
- Alfabet armeni → Armeni
- Alfabet avèstic → Avèstic
- Alfabet borama → Somali

Sistemes d'escriptura usats a Europa.
Grec
Grec i llatí
Llatí
Llatí i ciríl·lic
Ciríl·lic
Georgià i ciríl·lic
Llatí i armeni
Armeni

- Alfabet aghbanès → Aghuà o antic Udi
- Alfabet bassa vah → Bassa (llengua)
- Alfabet copte → Egipci o antic copte
- Alfabet ciríl·lic → Llengües eslaves orientals (rus, belarús, ruté i ucraïnès), Llengües eslaves meridionals orientals (Búlgar, Macedònic, Serbi), les altres llengües oficials de Rússia, Kazakh, Kirguís, Tadjik i Mongol. Els països de l'Azerbaidjan, Turkmenistan, i l'Uzbekistan han adoptat recentment l'alfabet llatí, tot i que es manté un ús considerable del ciríl·lic. Vegeu Variants de l'alfabet ciríl·lic.
- Alfabet elbasan → Albanès (en desús)
- Alfabet fonètic internacional
- Alfabet fraser → Lisu
- Alfabet georgià → Georgià i altres Llengües kartvelianes
- Alfabet Glagolític → Antic eslau
- Alfabet gòtic → Gòtic
- Alfabet grec → Grec
- Alfabet hongarès antic (en hongarès magyar rovásírás o székely-magyar rovásírás) → Hongarès
- Antics alfabets itàlics, inclou: alfabet etrusc, alfabet osc, i els alfabets nuceri, de Lugano, venètic, rètic, camúnic → una família d'alfabets relacionats entre si, per a les antigues llengües itàliques: Etrusc, Osc, Umbre, Messapi, Picè meridional, Rètic, Venètic, Lepòntic, Camúnic.
- Alfabet kaddare → Somali
- Alfabet llatí (o alfabet romà) → originalment llatí; la part oriental i central de les llengües d'Europa, llengües turqueses, la part subsahariana de les llengües d'Àfrica, les llengües ameríndies, les llengües de l'àrea marítima del sud-est asiàtic i llengües d'Oceania utilitzen versions de l'alfabet llatí amb addició de diacrítics. Algunes llengües que no usen l'alfabet llatí disposen d'un sistema d'escriptura secundari en aquest alfabet per a les transliteracions.
- Alfabet mandeu → Mandeu dialecte de l'arameu
- Alfabet manxú → Manxú
- Alfabet mongol → Mongol
- Alfabet n'ko → Maninke, Bamana, diula
- Alfabet ogham (pronunciació irlandesa: [oːm]) → Llengües goidèliques, llengües britòniques, picte
- Antic alfabet pèrmic o Abur → Komi
- Alfabet osmanya → Somali
- Alfabet rúnic → Llengües germàniques
- Alfabet santali → Santali
- Alfabet tifinag, neotifinag o alfabet libicoberber → Amazic o berber.
- Escriptura taquigràfica eclèctica (en desús)
- Escriptura taquigràfica Gabelsberger
- Antic alfabet turquès → Llengües turqueses
- Antic alfabet uigur → Uigur
- Alfabet vithkuqi → Albanès
- Alfabet zaghawa → Zaghawa

#### Alfabets caracterològics
En un alfabet caracterològic els grafemes contenen elements que es basen en els trets articulatoris, tals com bilabial, nasal, fricatiu, vocal anterior, etc. El nombre de trets que indica cada alfabet pot ser diferent.
- Hangul → Coreà
- Notació Stokoe per transcriure el llenguatge de signes americà.
- Alfabet Osage → Osage
- Alfabet shavià
- SignWriting sistema que permet transcriure tots els llenguatges de signes que existeixen.
- Taquigrafia Gregg
- Tengwar (Escriptura artificial inventada per J.R.R. Tolkien a les seves obres de ficció)
- Visible Speech (escriptura fonètica)

#### Alfabets disposats en blocs sil·làbics
- Hangul → Coreà
- Alfabet algonquí dels Grans Llacs → fox, potawatomi, winnebago, ojibwa
- IsiBheqe SoHlamvu - Llengües Bantu del sud

### Abugides
Un abugida, també anomenat alfabet sil·làbic o alfasil·labari, és un sistema d'escriptura en què els grafemes representen síl·labes, és a dir, cada lletra representa la unió d'una consonant amb una vocal inherent, o bé, en el cas que es vulgui indicar una vocal diferent de la vocal inherent, s'hi afegeix el signe diacrític corresponent a la vocal. Es diferencia, d'una banda, dels abjads perquè aquests no representen pròpiament les vocals; i d'altra banda, són diferents dels sil·labaris perquè aquests disposen d'un signe independent per a cada possible síl·laba, mentre que en els abugides hi ha una part comuna en els grafemes que representen el mateix so consonàntic i varia la part del grafema que representa el so vocàlic.
La major part dels abugides es troben entre l'Índia i el sud-est aisàtic, i pertanyen històricament a la família bràmica. El nom abugida deriva de la designació dels primers caràcters de l'alfabet amhàric: አ (A) ቡ (bu) ጊ (gi) ዳ (da), de manera semblant a l'origen dels mots alfabet o abecedari.

#### Abugides de la família bràmica
- Alfabet anga lipi → Angika
- Alfabet ahom → Ahom
- Alfabet assamès → Assamès
- Brahmi → Pràcrit, sànscrit
- Alfabet balinès → Balinès

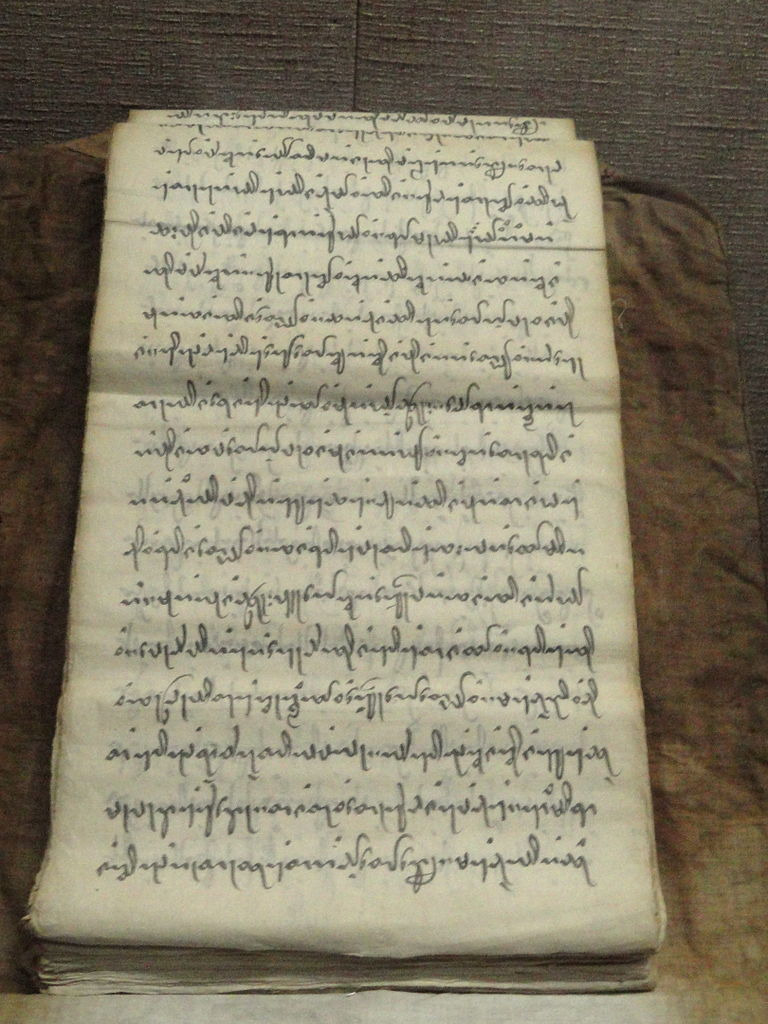
Manuscrit palaung escrit en un abugida bràmic.

- Alfabet batak → Batak toba i altres llengües Batak (Indonèsia)
- Baybayin → Ilocano, pampanga, panganisan, Tagal, llengües bicol, llengües visaianes, i possiblement altres llengües filipines
- Alfabet bengalí → Bengalí, Maithili
- Alfabet buhid → Buhid
- Alfabet birmà → Birmà, Llengües karèniques, mon, i shan
- Dehong → Dehong Dai
- Devanagari → Hindi, Sànscrit, Marathi, Nepalès, i altres llengües del nord de l'Índia.
- Alfabet grantha → sànscrit
- Alfabet gujarati → Gujarāti, Katchi
- Alfabet gupta
- Gurmukhi → Panjabi
- Alfabet hanunó’o →
- Alfabet javanès
- Alfabet kaganga → Rejang
- Alfabet kaithi
- Alfabet kanarès → Kanarès, Tulu, konkani, kodava, badaga
- Alfabet kawi
- Alfabet khmer
- Alfabet lampung
- Alfabet lao
- Alfabet limbu
- Alfabet lontara → Usat antigament pel Bugui, el Makassar, i el Mandar
- Alfabet malaiàlam → Malaiàlam
- Alfabet meitei → Manipuri
- Alfabet modi → Marathi
- Escriptures nepaleses → Nepal Bhasa, Sànscrit
- Alfabet oriya → Oriya
- Alfabet phags-pa → Mongol, xinès, i altres llengües de la Dinastia Yuan Imperi Mongol
- Alfabet ranjana → Nepal Bhasa, Sanskrit
- Alfabet sharada → Sànscrit i caixmiri
- Alfabet siddham → Sànscrit
- Alfabet singalès → Singalès
- Alfabet sauraixtra → Sauraixtri
- Alfabet soyombo → Llengües mongòliques
- Alfabet sondanès → Sondanès
- Alfabet sylheti nagari → Sylheti
- Alfabet tagbanwa → llengües de palawan
- Alfabet tai dam →
- Alfabet tai tham → khün, i tai septentrional
- Alfabet tàmil →
- Alfabet telugu → Telugu
- Alfabet thai →
- Alfabet tibetà →
- Alfabet tirhuta → Maithili
- Alfabet tokhari
- Alfabet txam → Txam
- Alfabet vatteluttu → Tàmil (segles IV a XII)
- Varang Kshiti → ho

#### Altres abugides
- Alfabets aborígens canadencs → alfabet cree (per al cree), alfabet inuktitut (per a l'inuktitut), i altres variants per a l'ojibwa, carrier, llengua blackfoot, i altres llengües del Canadà.
- Alfabet amhàric → amhàric (Etiòpia), gueez, oromo, tigrinya
- Kharosthi → gandhari, sànscrit
- Alfabet leptxa → leptxa (única abugida que també redueix a un diacrític els sons consonàntics quan són finals de síl·laba)
- Alfabet mandombe
- Alfabet meroític → Mèroe
- Taquigrafia Pitman
- Alfabet Pollard → Hmong
- Sorang Sompeng → sora
- Alfabet thaana → Divehi
- Taquigrafia natural Thomas

#### Abugides basats en vocals
En alguns casos excepcionals, un alfabet abugida es basa en els sons vocàlics, i les consonants són secundàries. Per exemple, en l'alfabet pahawh del Hmong, si no s'especifica cap consonant s'entén que és /k/. Les consonants s'escriuen després de la vocal que les precedeix.
- Taquigrafia Boyd
- Alfabet pahawh → Hmong

### Abjads
Un abjad és un sistema d'escriptura en què els grafemes representen els sons consonàntics; les vocals no són representades o bé es representen mitjançant diacrítics que s'afegeixen opcionalment al símbol consonàntic.
- Alfabet arameu
- Alfabet àrab → Àrab, Àzeri, Panjabi, Balutxi, Caixmiri, Paixtu, Persa, Kurd (amb ús obligatori de vocals), Sindhi, Uigur (amb ús obligatori de vocals), Urdu, i les llengües d'altres ètnies de l'Orient Mitjà.
- Alfabet hebreu → Hebreu, Ídix, i altres llengües jueves.
- Jawi → Malai
- Escriptura maniquea
- Alfabet nabateu → Nabateu de Petra
- Alfabet pahlavi → Pahlavi
  - pahlavi arsàcid
  - Alfabet de psalteri o Pahlavi de psalteri
- Alfabet fenici → Fenici i altres llengües cananees.
- Alfabet protocananeu
- Alfabet sud-aràbic o Alfabet iemenita → Sabeu, Qatabanita, Himiarita, i Hadramàutic
- Alfabet sogdià → Sogdià
- Alfabet samarità (hebreu antic) → Arameu, Àrab i Hebreu
- Alfabet siríac → Neoarameu assiri, Neoarameu caldeu, Siríac, Turoyo i altres llengües neoaramees
- Tifinag → Llengües tuareg
- Alfabet ugarític → Ugarític, Hurrita

## Llista de sistemes d'escriptura per nombre d'usuaris
| Nom del sistema d'escriptura   | Tipus                  | Usuaris (en milions) | Llengües que l'utilitzen | Regions d'ús predominant                                                                                              |
| ------------------------------ | ---------------------- | -------------------- | --- | --- |
| Alfabet llatí                  | Alfabet                | més de 4.900         | Anglès, Castellà, Francès, Portuguès, Indonesi, Alemany, Turc, Vietnamita, Italià, Polonès, Neerlandès, català, Suec, llatí, i altres. | Arreu del món |
| Escriptura xinesa 汉字 漢字    | Escriptura logogràfica | 1340                 | Llengües sinítiques (o xinès), japonès (Kanji), coreà (Hanja),vietnamita (Chu Nom obsolet), zhuang (Sawndip)                           | Extrem Orient, Singapur, Malàisia                                                                                     |
| Alfabet àrab العربية           | Abjad                  | més de 660           | Àrab, persa, urdu, punjabi, paixtu, sindhi, balutxi, malai (Jawi), uigur, kazakh (Xina)                                                | Orient Mitjà i Àfrica del Nord, Pakistan, Índia (en alguns estats), Regió Autònoma Uigur de Xinjiang (Xina), Malàisia |
| Devanagari देवनागरी               | Abugida                | 420                  | Hindi, Marathi, Konkani, Nepalès, Sànscrit, i moltes altres.                                                                           | Índia, Nepal |
| Alfabet ciríl·lic Кирилица     | Alfabet                | 250                  | Búlgar, rus, serbi, ucraïnès, macedònic, entre altres                                                                                  | Europa de l'est, Àsia central i Mongòlia, i l'Extrem Orient Rus                                                       |
| Alfabet bengalí অসমীয়া বাংলা        | Abugida                | 220                  | Assamès, Bengalí, Bishnupriya manipuri i Meitei manipuri                                                                               | Índia (Vall d'Assam, Bengala Occidental, Tripura, Jharkhand Manipur, Illes Andaman i Nicobar) Índia i Bangladesh      |
| Kana 仮名 かな カナ            | Sil·labari             | 120                  | Japonès, Llengua d'Okinawa, Ainu | Japó |
| Gurmukhi ਗੁਰਮੁਖੀ                  | Abugida                | 100                  | Panjabi | Panjab (Índia) |
| Alfabet javanès ꦲꦤꦕꦫꦏ          | Abugida                | 80                   | Javanès | Illa de Java, |
| Hangul 한글 조선글             | Alfabet, featural      | 78.7                 | Coreà | Corea del Nord, Corea del Sud, Província de Jilin (Xina)                                                              |
| Alfabet tàmil தமிழ்              | Abugida                | 70                   | Tàmil | Tamil Nadu (India), Sri Lanka, Singapur, Malàisia, Maurici                                                            |
| Alfabet malaiàlam മലയാളലിപി       | Abugida                | 52                   | Malaiàlam | Kerala (Índia) |
| Alfabet telugu తెలుగు             | Abugida                | 45                   | Telugu | Andhra Pradesh (India)                                                                                                |
| Alfabet birmà မြန်မာအက္ခရာ          | Abugida                | 39                   | Birmà | Myanmar |
| Alfabet thai อักษรไทย           | Abugida                | 38                   | Tailandès, Thai del sud, Khmer septentrional i Laosià (Isan)                                                                           | Tailàndia |
| Alfabet sondanès               | Abugida                | 38                   | Sondanès | Java, Indonesia |
| Alfabet kanarès ಕನ್ನಡ           | Abugida                | 35                   | Kanarès | Karnataka (India) |
| Alfabet gujarati ગુજરાતી          | Abugida                | 30                   | Gujarati | Gujarat (India) |
| Alfabet laosià ອັກສອນລາວ        | Abugida                | 22                   | Laosià | Laos |
| Alfabet oriya ଉତ୍କଳ             | Abugida                | 21                   | Oriya | Orissa (Índia) |
| Alfabet amhàric ግዕዝ            | Abugida                | 18                   | Amhàric, Tigrinya | Etiòpia, Eritrea |
| Alfabet singalès සිංහල           | Abugida                | 14.4                 | Singalès | Sri Lanka |
| Alfabet khmer អក្សរខ្មែរ          | Abugida                | 11.4                 | Khmer | Cambodja |
| Alfabet grec ελληνικά          | Alfabet                | 11                   | Grec | Grècia, Xipre |
| Alfabet hebreu אָלֶף־בֵּית עִבְרִי    | Abjad                  | 6                    | Hebreu, Llengües jueves | Israel |
| Alfabet armeni Հայոց գրեր      | Alfabet                | 6                    | Armeni | Armènia |
| Alfabet tibetà བོད་སྐད།          | Abugida                | 5                    | Tibetà i llengües tibetanes | Tibet, Bhutan, India                                                                                                  |
| Alfabet georgià ქართული        | Alfabet                | 4.5                  | Georgià i altres llengües kartvelianes                                                                                                 | Geòrgia |
| Sil·labari yi modern ꆈꌠꁱꂷ  | Sil·labari             | 4                    | Idioma yi | Prefectura Autònoma Yi de Liangshan de la R.P. Xina                                                                   |
| Alfabet mongol ᠮᠣᠩᠭᠣᠯ ᠪᠢᠴᠢᠭ᠌    | Alfabet                | 2                    | Mongol | Mongòlia, Mongòlia Interior                                                                                           |
| Tifinag ⵜⵉⴼⵉⵏⴰⵖ                | Abjad                  | 1                    | Amazic | Àfrica del Nord |
| Alfabet arameu                 | Abjad                  | 0.4                  | Arameu | Àsia Occidental |
| Alfabet thaana ދިވެހި             | Abugida                | 0.35                 | Divehi | Maldives |
| Alfabet inuktitut ᐃᓄᒃᑎᑐᑦ       | Abugida                | 0.035                | Inuktitut | Canadà (al nord del límit arbori)                                                                                     |
| Sil·labari cherokee ᏣᎳᎩ ᎦᏬᏂᎯᏍᏗ | Sil·labari             | 0.02                 | Cherokee | Estats Units d'Amèrica                                                                                                |

## Escriptures no desxifrades
Alguns sistemes sistemes d'escriptura no s'han arribat a desxifrar, de moment. En alguns casos, com la Meroítica, es coneixen els sons que representen els glifs, però els textos encara no es poden llegir perquè el llenguatge no es coneix. Diversos d'aquests sistemes, com l'Epi-olmeca i l'escriptura de l'ndus, es diu que han estat desxifrats, però aquestes afirmacions no han estat confirmades per investigadors independents. En molts casos, és dubtós que es tracti realment d'escriptura. Els símbols Vinča semblen ser protoescriptura, i el Quipu potser només registrava informació numèrica. Hi ha dubtes que l'Indus sigui una escriptura, i el Disc de Festos té tan poc contingut o context que la seva naturalesa és indeterminada.
- Escriptures Ba–Shu
- Sil·labari de Biblos – ciutat de Biblos
- Escriptura epi-olmeca (o ístimca) – (aparentment logosil·làbica)
- Escriptura de l'Indus – Civilització de la vall de l'Indus
- Quipu – Imperi inca (possiblement només numèrica)
- Escriptura kitan petita – Kitan
- Jeroglífics cretencs
- Lineal A – Eteocretenc (un sil·labari)
- Escriptura mixteca– Mixteca (potser pictogràfic)
- Escriptura olmeca – Civilització olmeca (possiblement l'escriptura de mesoaméica més antiga)
- Disc de Festos (un únic text, molt possiblement no és escriptura)
- Escriptura protoelamita – Civilització protoelamita (aproximadament tan antiga com la sumèria)
- Rongo-rongo – Rapa Nui (potser un sil·labari)
- Escriptura protosinaítica (probablment un abjad)
- Escriptura zapoteca – zapoteca (una altra escriptura mesoamericana antiga)
- Símbols banpo – símbols neolítics a la Xina, cultura de Yangshao (potser protoescriptura)
- Símbols jiahu – cultura peiligang (potser protoescriptura)

## Altres

### Alfabets fonètics
En aquesta secció es presenta la llista d'alfabets usats per a transcriure fonèticament els sons de la parla. Cal no confondre'ls amb els alfabets per paraules per lletrejar, com l'Alfabet fonètic de l'OTAN.
- Alfabet Fonètic Internacional
- Alfabet Deseret
- Unifon
- Alfabet fonètic americanista
- Alfabet fonètic uràlic
- Alfabet shavià